# دان كان
دان كان (بالإنجليزية: Dan Kane)‏ هو صحفي أمريكي، ولد في 1961.